# If You Love Somebody Set Them Free
«If You Love Somebody Set Them Free» es el primer sencillo del músico inglés Sting de su álbum debut como solista, The Dream of the Blue Turtles de 1985. Es la canción de apertura del álbum y aparece también en Fields of Gold: The Best of Sting 1984-1994, así como en The Very Best of Sting & The Police.

## Información de la canción
Al igual que gran parte del álbum, la canción tiene fuertes influencias de jazz, y fue un gran éxito, alcanzando en Estados Unidos el número uno en la lista Album Rock Tracks durante tres semanas, el número tres en el Billboard Hot 100 y el número 1 en la lista de R&B. En Reino Unido tuvo menos éxito, llegando al puesto 26 en la UK Singles Chart y al número 18 en la lista de siencillos australiana Kent Music Report.

## Vídeo musical
El video musical de la canción fue dirigido por el dúo Godley & Creme en un estudio de París en 1985. Se hizo que cada músico tocara su parte por separado, y luego todo se editó y combinó en la versión final con un efecto particular: los músicos que no tocan están en fotograma congelado (los dos coristas) o en fundido parcial (el saxofón) mientras que cuando están participando recuperan el movimiento o la visibilidad completa.
Una parte de la canción fue utilizada más tarde en el sencillo de Sting de 1987 "We'll Be Together" del álbum ...Nothing Like the Sun.

## Lista de canciones[4]
Edición Canadá (AM-2738)
1. "If You Love Somebody Set Them Free" – 4:14
2. "Another Day" – 3:59

Edición  Estados Unidos (SP-12132)
1. "If You Love Somebody Set Them Free" (Remix de John "Jellybean" Benítez) – 8:00
2. "If You Love Somebody Set Them Free" – 4:14
3. "If You Love Somebody Set Them Free" (Torch Song Mix, producido por William Orbit) – 4:52
4. "Another Day" – 3:59

Edición  Promo Estados Unidos (SP-17324)
1. "If You Love Somebody Set Them Free" – 4:14
2. "If You Love Somebody Set Them Free" – 4:14

Edición  Francia (392 018-1)
1. "If You Love Somebody Set Them Free" (Torch Song Mix, producido por William Orbit) – 4:52
2. "If You Love Somebody Set Them Free" (Remix de John "Jellybean" Benítez) – 8:00
3. "If You Love Somebody Set Them Free" – 4:14
4. "Another Day" – 3:59

## Posicionamiento en Listas
| Lista (1985)                           | Posición |
| -------------------------------------- | -------- |
| Australia (Kent Music Report)          | 18       |
| Bélgica (Flandes) (Ultratop 50)        | 13       |
| Canadá Top Singles (RPM)               | 5        |
| Estados Unidos (Billboard Hot 100)     | 3        |
| Estados Unidos (Hot Dance Club Songs)  | 10       |
| Estados Unidos (Hot R&B/Hip-Hop Songs) | 17       |
| Estados Unidos (Mainstream Rock)       | 1        |
| Francia (SNEP)                         | 23       |
| Irlanda (IRMA)                         | 15       |
| Nueva Zelanda (Recorded Music NZ)      | 6        |
| Países Bajos (Dutch Top 40)            | 35       |
| Reino Unido (Official Charts Company)  | 26       |
| Suecia (Sverigetopplistan)             | 19       |